# Зулуф
Зулуф — одне з найбільших у світі нафтових родовищ. Знаходиться в Саудівській Аравії, акваторія Перської затоки. Відкрите в 1965 році, розробляється з 1973 року.

## Характеристика
Початкові запаси нафти 742 млн т. Залягає в брахіантиклінальній складці розміром 20х28 км. Поклад пластовий склепінчастий. Продуктивні нижньокрейдові пісковики світи сафанія на глиб. 1770—1800 м. Колектор ґранулярного типу, характеризується високими значеннями пористості і проникності. Густина нафти 870 кг/м², в'язкість 4,8 СПз, вміст сірки 2,5 %.

## Розробка
Протягом кількох десятків років розробка родовища велась за допомогою офшорних установок сепарації нафти та газу. Отримані ними рідкі вуглеводні відвантажувались через власний офшорний термінал, тоді як попутний газ закачувався назад у пласт для підтримки тиску. 
На початку 2020-х з метою розширення видобутку узялись за будівництво розташованої на узбережжі центральної установки підготовки, звідки попутний газ подаватиметься до трубопроводу Зулуф – ГПЗ Танаджиб, а конденсат до конденсатопроводу Сафанія – Хурсанія – Беррі.